# Мртвачки прсти
Мртвачки прсти или ђавољи прсти (лат. Xylaria polymorpha) је нејестива врста гљиве која расте на распадајућем дрвећу или пањевима листопадног дрвећа и то најчешће на букви или храсту. Сапрофит је. У шумама се може пронаћи током читаве године. Веома честа врста. Расте у групи. Име је добила због карактеристичног изгледа који подсећа као да прсти мртваца вире из земље. Род  Xylaria садржи око 100 врста космополитских гљива.  Polymorpha значи "много облика". Као што сугерише име, он има веома променљиву, али често карактеристично проширено плодоносно тело (строму) у облику крушке, боја сличана спаљеном дрвету.
Често се ова гљива налази са мноштвом одвојених "прстију", али понекад појединачни делови могу бити спојени заједно.

## Опис плодног тела
Плодно тело је димензија 3-8x1-4, неправилног облика који највише подсећа на буздован. Врхови могу бити зашиљени. Тамносиве до црне боје. Млади примерци су светлије, могу бити и плавичасте боје. Површина плодног тела је храпава. Месо је беле боје и веома тврдо са видљивим спороносним шупљинама од пертицијума који се налази одмах испод коре. 
Перитеција садржи слој аскуса а они садрже аскоспоре. Аскуси се издужују у остиол који избацује споре у спољашњу средину. Расејавање спора је дуготрајан процес, понекад је потребно неколико месеци да би завршио свој животни циклуса, што није уобичајена особина међу гљивама, обично је то много бржи процес.

## Микроскопија
Споре су 20-38 x 5-9µm, глатке, ушиљене, са једне стране спљошетене са видљивом пукотином. Аскуси су цилиндрични, са 8 спора. Парафизе су кончастог облика.

## Хемијске реакције
Врхови аскуса поплаве у додиру са Малцеровим реагенсом

## Слике
- Мртвачки прсти - Xylaria polymorpha. Фотографија из Ниша